# Antarcturus nonatoi
Antarcturus nonatoi is een pissebed uit de familie Antarcturidae. De wetenschappelijke naam van de soort is voor het eerst geldig gepubliceerd in 1997 door Pires & Sumida.